# Cultura de las cuevas
La Cultura de las cuevas, surgida de las influencias orientales, se desarrolló en la costa mediterránea y se extendió progresivamente de la costa hacia el interior. En el ámbito geográfico donde hoy situamos Cataluña duró del 4000 a. C. al 3000 a. C. 
Tenía un carácter netamente neolítico (del neolítico inicial), y de las influencias orientales adoptó también las características propias de las culturas megalíticas, en cuanto ya se había extendido por los lugares que ahora conocemos por Castilla, Aragón, Andalucía y Extremadura, y hasta todo en zonas del Cantábrico. 
Característico de esta cultura son las cuevas con muy poco material lítico y casi sin sílex, del que sólo constan rebanadas y hojas de cuchillos, encontrándose en cambio mucha cerámica decorada con relieves, en el norte, y cerámica decorada con incisiones en el sur, donde más tarde, por el contacto con orientales, dará origen a la cultura del Vaso Campaniforme. 
La cultura de las Cuevas fue extendiendo su influencia por la península ibérica siendo el punto de salida de las culturas megalíticas. Al sur del Ebro esta cultura se desarrolló ampliamente, pero al norte de este río, entre el Segre y la costa y entre los Pirineos y la actual comarca catalana del Camp (situada aproximadamente en un círculo de unos 25 kilómetros al entorno de Tarragona) se impuso la llamada "Cultura de los sepulcros de fosa", y más al sur (al sur del cabo de Palos se estableció una cultura fundada por emigrantes orientales llamada Cultura almeriense. 
Esto dejó la cultura de las cuevas reducida en el centro, abarcando casi toda la península ibérica menos las zonas de Cantabria, Asturias, Galicia, la parte occidental de Castilla la vieja, León, Portugal, y Cataluña.